# La Rambla de Girona
|  | Aquest article tracta sobre la revista del s. XX. Si cerqueu l'avinguda de la ciutat de Girona, vegeu «Rambla de la Llibertat». |

La Rambla de Girona va ser una revista de caràcter polític i satíric escrita en català i publicada el 2 d’abril de 1932 a Girona. Perseguia un format de temàtica diversa amb abundància d’acudits gràfics que intentava donar una visió sociopolítica de la ciutat des d’un punt de vista humorístic de tendència republicana, catalanista i d’esquerres. Fou una revista de periodicitat quinzenal que es publicava cada dissabte amb un preu fixat de 25 cèntims, però que oferia subscripcions d’1,50 pessetes el trimestre als ciutadans de Girona. Actualment, l’arxiu de Girona integra 6 exemplars de la revista fins al 6 de juny del 1932, data en la qual es deixa de conèixer la seva existència.
Va esdevenir la revista continuadora del setmanari humorístic El Senyor Narcís, editat entre 1924 i 1926, que ja tenia dos anys de vida. Tot i que es considerava una evolució d’aquest primer setmanari amb una trajectòria lligada de manera molt estreta, la pròpia redacció defensava que es tractava d’una revista desempallegada i independent a l’anterior. En el primer número, es va publicar l'editorial fundacional en la qual la redacció va perseguir l’objectiu d’explicar-se com a revista tot responent a aquesta evolució respecte del format anterior.
“Comencem... El bon senyor Narcís quan haurà vist aquesta plana esbatanada al sol, penjada, a la nostra rambla, del Quiosc d'en Ciriaco, haurà pensat seguidament: —Té, un altre periòdic! Què rediantre els passa a aquesta joventut que té tantes ganes d'escriure? 1 el bon senyor Narcís, s'haurà enganyat. Shaurà enganyat, perqué aquest periòdic, no és un altre, sinó la continuació d'aquell que ja tenia dos anys de vida i començava a caminar tot sol, Però això si, cal aclarir-ho bé: som la continuació d'aquell, però desempallegats d'una nosa que ens enllotava i feia que molts gironins ens neguessin el pa i la sal com un germà orfe de tota ideologia noble. Tots ens coneixem a casa nostra! No cal pas que parlem més clar perquè ja ens entenem. LA RAMBLA DE GIRONA, ve avui entre vosaltres amb el somriure als llavis i amb els braços oberts. Volem portar entre les boires de les vostres preocupacions diàries, un xic de franca alegria. Volem ferir els enemics de Girona i de Catalunya, que són també els nostres propis, amb la fina agulla de la ironia. Volem posar als peus de les nostres dametes, orgull llegítim de la nostra ciutat, l'homenatge de la nostra simpatia i de la nostra devoció. Volem...però què en treurem de dir-vos el que volem fer, si vosaltres, els únics jutges en aquest plet ja veureu el que uolem... i el que té una importància més capdal; el que fem. Saludem fraternalment tota la premsa, especialment la gironina.” 
 LA REDACCIÓ

## Història
El dia 2 d’abril de 1932 va aparèixer el primer número de la sèrie La Rambla de Girona. La redacció i administració de la revista era a la Ronda Ferran Puig, 7 de Girona i Tallers Gràfics V. Cabruja foren els editors. El resultat inicial va consistir en 8 pàgines a color amb un preu fixat de 25 cèntims el número i va obtenir un gran succés de públic sobretot a Girona, tot i que va obrir-se a Catalunya i a Espanya en menor impacte.
El seu origen està relacionat amb el setmanari humorístic El Senyor Narcís, editat entre el 1924 i el 1926, però, tot i així, es consideraven una revista desempallegada de l’anterior tal com ho expliquen en l'editorial fundacional del primer número publicat.
Fou una revista que va néixer anys abans de la Guerra Civil espanyola, situada entre el 1936 i el 1939, i la seva tendència republicana, catalanista i d’esquerres es deixava mostrar de manera molt directa en els seus articles i escrits de la redacció. Des de la seva primera publicació va englobar una temàtica molt diversa entre les quals destacaven el romanticisme, l’art, la política, l’humor, la ciutadania, el maquiavel·lisme, l'esport, la literatura, la xistologia, el feminisme i la grimègia. Perseguia una concepció humorística de la societat i de la política mitjançant acudits gràfics i un conjunt d’autors que acostumaven a signar amb pseudònims.
La revista pretenia fer una visió irònica de l’època i acostar els lectors a un format humorístic de la situació del moment.

## Seccions i continguts
La revista compta amb diferents seccions, algunes més habituals que d'altres, però en van destacar dues que es repetien en tots els números publicats:
- Retalls de Premsa, en la qual es comentaven notícies d'altres diaris gironins.

- La vida anecdòtica, en la qual es publicaven textos originals de Santiago Rusiñol, Apel·les Mestres, Carles Rahola o J. Ruyra, entre d'altres.

Per altra banda, es publicaven seccions amb menys rellevància que les anteriors, però que també solien aparèixer de manera regular: 
- Quina és la nena que us agrada més? Per què? En aquesta secció es publicaven elogis cap a noies que els lectors enviaven i que signaven amb pseudònim per tal de donar a conèixer els seus sentiments de manera anònima.

- Per la Rambla de les comarques: En aquesta secció es presentaven notícies d'altres municipis de la comarca redactades per corresponsals de la zona.

- Ramblejant: la mateixa redacció va explicar aquesta secció amb les següents paraules: «saps que en aquest lloc de LA RAMBLA DE GIRONA trobaràs quinzenalment totes aquelles menudes indiscrecions que haurem copsat ramblejant i t'explicarem sense gota de malícia».

- Politiqueries i Esportives: seccions que tractaven temes d’actualitat explicats des d’un punt de vista humorístic dels redactors.

## Números destacats
El primer i segon número publicat van incloure seccions que van destacar per sobre de les altres per tal de donar més rellevància a la revista o mostrar un coneixement cultural envers a la societat: 
- En el primer número destaca la secció Originals inèdits d’escriptors gironins en la qual la redacció va publicar fragments dels col·laboradors de la revista per tal de donar més solemnitat al primer número de la sèrie.

- En el segon número es realitza un homenatge a Margarida Nelken amb una fotografia de l'escriptora i propagandista socialista que deixava un bon record a la ciutat de Girona.

## Final
La Rambla de Catalunya va publicar un total de sis números al llarg de la seva existència, la col·lecció completa es pot trobar en format digital a l’Arxiu de Girona. L’últim número del qual es coneix la seva existència va ser publicat l’11 de juny del 1932 i, per tant, l’any de publicació dels números de la revista i la durada dels redactors en la redacció es redueix al mateix any, 1932, ja que la revista gira entorn d’aquesta època. Actualment encara no s'han pogut identificar molts dels pseudònims amb els quals signen els seus articles, però, tot i així, s'ha registrat la seva existència dels que es coneixen, i foren els següents: 

## Relació dels redactors i col·laboradors
| PSEUDÒNIMS REDACTORS 1932 |
| Fra-Nela                  |
| Fra-Pere                  |
| Caballero Varona          |
| Menargues                 |
| Rata d’Arxiu              |
| Flumilet                  |
| Ciset                     |
| L’Aprenent Narcís         |
| Pepet Gitano              |

Per altra banda, entre els noms que se sumaren com a escriptors col·laboradors originals trobem els següents:
| ESCRIPTORS COL·LABORADORS 1932 |
| Santiago Rusiñol               |
| Apel·les Mestres               |
| Carles Rahola                  |
| J. Ruyra                       |
| Felip de Miquel i Palol        |
| Josep Grau i Grahit            |
| Therhrats                      |
| Joan Viñas                     |
| Santiago Vinardell             |
| Adolf Fargnoli                 |
| Quimet d’Arboix i de Camps     |

Finalment, van formar part de la redacció un conjunt de corresponsals que cobrien notícies de la zona del voltant de la comarca, els quals també es van donar a conèixer amb pseudònim. Els més reconeguts foren:
| CORRESPONSALS COL·LABORADORS 1932 |
| Tronxo                            |
| Pep de Tona                       |
| Rufinet                           |
| Alienat                           |
| Jamalají                          |
| Neurasténic                       |
| El vampir del llac                |
| L’Astrónom                        |
| Barretina                         |
| El Rector de Porqueres            |